# Android One
 (août 2020).
Si vous disposez d'ouvrages ou d'articles de référence ou si vous connaissez des sites web de qualité traitant du thème abordé ici, merci de compléter l'article en donnant les références utiles à sa vérifiabilité et en les liant à la section « Notes et références ».
Android One est une version du système d'exploitation Android presque dépourvue de surcouche et bénéficiant très rapidement des nouvelles mises à jour. Android One est développé par Google en collaboration étroite avec certains constructeurs, notamment HMD Global pour les smartphones Nokia, Xiaomi, Motorola Mobility et HTC. Conçus pour être en permanence dotés de la dernière technologie Android, les systèmes d'exploitation des smartphones Android One ne sont pas modifiés par les sociétés qui les fabriquent qui se concentrent sur la partie hardware. Google garantit, à travers le programme Android One, des mises à jour de sécurité régulières pendant au minimum trois ans et des mises à jour Android OS pendant au minimum deux ans.

## Histoire

### Le projet initial
Android One a été lancé par Sundar Pichai, ancien chef de produit et actuel PDG de Google. Avant Android One, il fallait souvent au moins un an avant que la dernière mise à jour d'Android n'arrive sur des appareils autres que Google. Le projet initial était différent de celui actuel ciblant les smartphones de haute et moyenne gamme. Il visait en effet au contraire le marché indien des appareils bas de gamme. Pichai a déclaré que l'ensemble initial de périphériques partageait un matériel commun, car ils étaient basés sur la plate-forme de référence, mais qu'un nombre croissant de périphériques devait être lancés à l'avenir. Les mises à jour de sécurité et du système ont été gérées par Google pour le premier ensemble d’appareils Android One, comprenant le système sur puce à quatre cœurs MT6582 de MediaTek.
En 2014, les téléphones Android One ont été déployés au Pakistan, au Bangladesh, au Népal  Indonésie, aux Philippines, au Sri Lanka, au Myanmar  et dans d'autres pays de l'Asie du Sud. Les premiers smartphones Android One étaient des marques indiennes Micromax, Spice et Karbonn en septembre 2014, les smartphones de deuxième génération Android One étaient des marques indonésiennes Mito Impact, Evercoss One X, voyage Nexian en février 2015 est le premier Android One préinstallé avec Android Lollipop. D'autres fabricants, dont QMobile, ont lancé un appareil Android One nommé QMobile A1  le 6 juillet 2015 au Pakistan. Android One lancé au Nigeria en août 2015 avec l'Infinix Hot 2 X510 (1 et 2 GB RAM) et est devenu le premier Android One en Afrique. Infinix Hot 2 X510 a également été exporté vers d’autres pays africains tels que l’Égypte, le Ghana, la Côte d’Ivoire, le Maroc, le Kenya, le Cameroun, l’Ouganda et des pays asiatiques comme les Émirats arabes unis, le Pakistan et l’Indonésie (2).  D'autres fabricants  ont progressivement suivi.
Face aux avantages que présente Android One pour des consommateurs exigeant une adoption rapide des nouveautés, Google prend la décision de scinder le projet initial. Android One sera réorienté vers le marché moyen et haut de gamme tandis qu'une nouvelle édition, baptisée Android Go, se concentrera sur le marché initial des smartphones bas de gamme et des pays émergents.

### Évolution vers le marché haut de gamme
En 2017, Google lance Android Go, une version allégée qui prend le relais sur les appareils d'entrée de gamme tandis qu'Android One se concentre désormais sur les smartphones de moyenne et haute gammes. Jon Gold, responsable des partenariats Android One chez Google, a décrit l'évolution de ce programme vers des appareils haut de gamme comme une continuation du programme Nexus de Google, dans lequel le système d'exploitation était sous contrôle de Google permettant ainsi des années de mises à jour rapides, mais dont la partie hardware étaient fabriquée par d'autres sociétés. Il est destiné aux appareils avec 2 Go de RAM ou moins.
Le 5 septembre 2017, Android One et Xiaomi ont annoncé conjointement que le Xiaomi Mi A1 était le premier appareil Android One conforme à la charte de programme évoluée visant à offrir aux utilisateurs des smartphones fonctionnant sur le système d'exploitation Android non modifié doté de la dernière technologie Google, et mises à jour régulières de la sécurité et du système d'exploitation. Le Mi A1 a été le premier appareil Android One à être commercialisé dans plus de trente-six marchés. Il a été vendu par le biais de divers distributeurs en ligne et hors ligne, notamment les maisons Mi Homes de Xiaomi, dont les ventes d'appareils sont concentrées en Inde, en Indonésie, en Russie et à Taiwan. En septembre 2017, le MVNO Google Fi a présenté le premier appareil Android One disponible aux États-Unis avec l'Android One Moto X4. 
En février 2018, HMD Global, le fabricant de smartphones Nokia, a annoncé que la société avait rejoint le programme Android One,. 
En février 2019, Android One a reçu un nouveau logo.

## Caractéristiques
Les appareils sont approuvés par Google et les fabricants d'équipement d'origine (OEM) répondent à ces exigences :
- À des mises à jour Android OS depuis deux ans ;
- À des mises à jour de sécurité régulières pendant trois ans ;
- Expédié avec une interface Android ;
- Services Google intacts.

Android One présente les caractéristiques suivantes :
- Quantité minimale de bloatware[2] ;
- Extras tels que Google Play Protect et la suite de sécurité Google anti-détection des logiciels malveillants[2] ;
- Les téléphones Android One donnent la priorité à l'activité en arrière-plan de vos applications les plus importantes, réduisant ainsi la consommation d'énergie[19].

En ce qui concerne le système d’exploitation Android et les mises à jour de sécurité, la page d’entrée officielle de Android One indique (en petits caractères à la fin de celle-ci) : « Confirmez la durée exacte de la prise en charge des téléphones de votre territoire par le fabricant du smartphone. Les mises à jour de sécurité mensuelles doivent être prises en charge pendant au moins trois ans après la publication initiale du téléphone. » 
Un article de blog du 22 février 2018 dans Google indiquait : « Un accès plus rapide aux mises à jour Android OS pendant deux ans, y compris aux dernières innovations de Google en matière d'intelligence artificielle; parmi les appareils les plus sécurisés de l'écosystème avec des mises à jour de sécurité régulières depuis trois ans et Google Play Protect intégré ». 
Google confirme que la promesse de fournir deux ans de mises à jour sur les appareils Android One est toujours valable et que la conception de leur site Web n’a aucune incidence sur la promesse de ce programme.